# Croton procumbens
Pour Croton procumbens, C.Wright ex Griseb., 1865, voir Croton cerinus.
Espèce
Croton procumbens est une espèce de plantes à fleurs du genre Croton et de la famille des Euphorbiaceae, présente en Colombie.
Il a pour synonymes :
- Croton cerinus var. linifolius, (Urb.) Borhidi, 1977
- Croton linifolius, Urb., 1930
- Oxydectes procumbens (Jacq.) Kuntze